# Центральний банк Чилі
Центра́льний банк Чи́лі (ісп. Banco Central de Chile) — центральний банк Республіки Чилі, що був заснований урядом Артуро Алессандрі у 1925 році.

## Історія

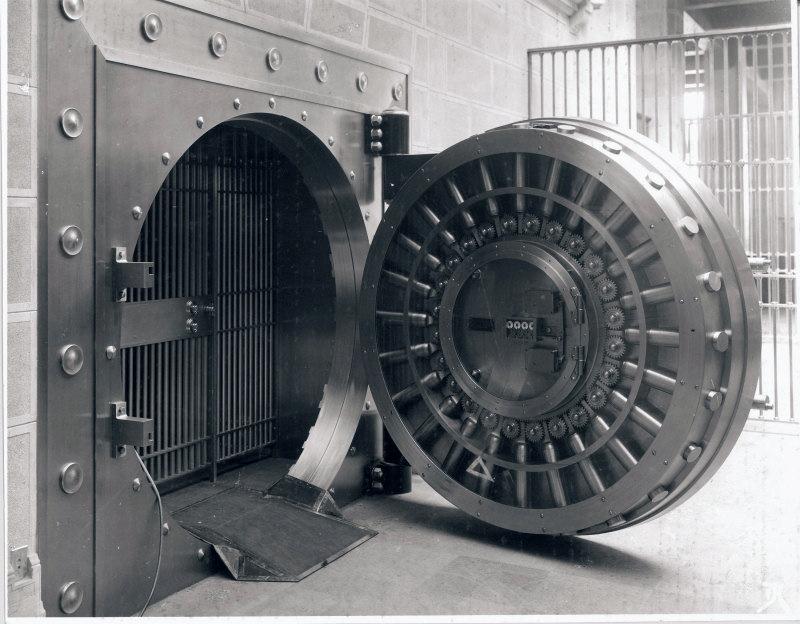
Головне сховище банку в 1930-х роках

Починаючи з середини 19 століття, в Чилі почали процвітати приватні банки, що викликало зростаючу стурбованість держави над контролем за банківською системою та стійкою інфляцією. З цією метою уряд запропонував професору економіки Едвіну Кеммереру з Принстонського університету розробити проекта банку. У серпні 1925 року Декретом 486 було створено Центральний банк Чилі, який встановив його монополію на випуск банкнот за режимом золотого стандарту. Щоб уникнути захоплення державним або приватним сектором, банк мав структуру правління з десяти осіб.
З 1975 р. було змінено деякі функції банку. Надання фінансування як державному, так і не фінансовому приватному сектору було заборонено. Це дозволило йому зосередитись на власній функції: макроекономічній та фінансовій стабільності.
З жовтня 1989 р. діяльність банку регулюється законом, який надає йому автономію від уряду і встановлює основним завданням: забезпечення стабільності грошової одиниці Чилі, та здійснення внутрішніх та зовнішніх розрахунків.
У 2012 році у приміщенні банку був відкритий Нумізматичний музей Центрального банку Чилі.

## Функції
- Здійснення грошової емісії і контроль за грошовим обігом;
- Здійснення міжбанківських розрахунків, в тому числі і в міжнародних відносинах;
- Розробка і впровадження разом із урядом ефективної кредитно-грошової політики;
- Здійснення валютного регулювання і забезпечення конвертованості національної валюти;
- Зберігання та регулювання золотовалютних резервів;
- Публікація основних національних макроекономічних статистичних даних.

## Організаційна структура банку

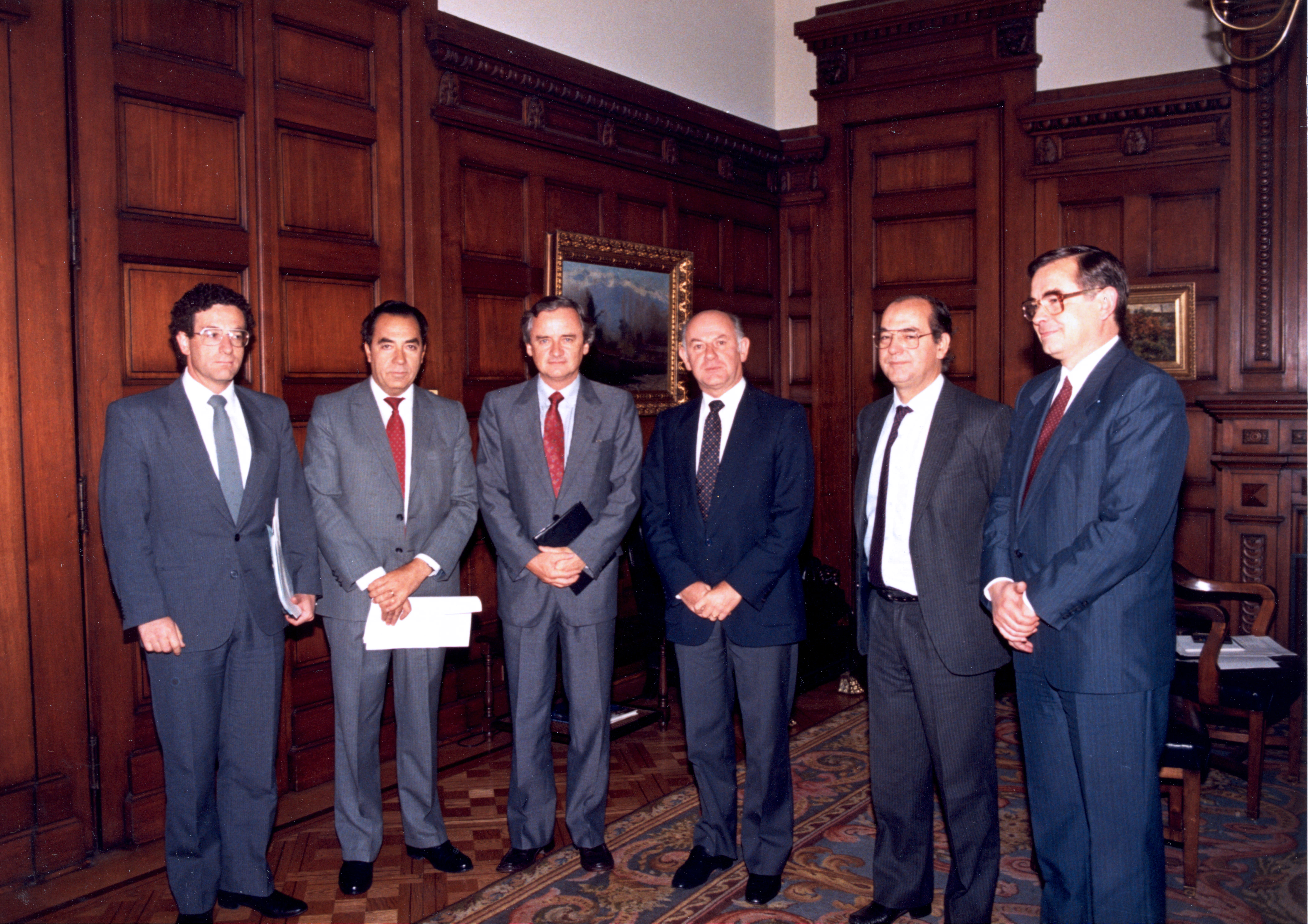
Перша рада директорів Центрального банку у 1990 році.

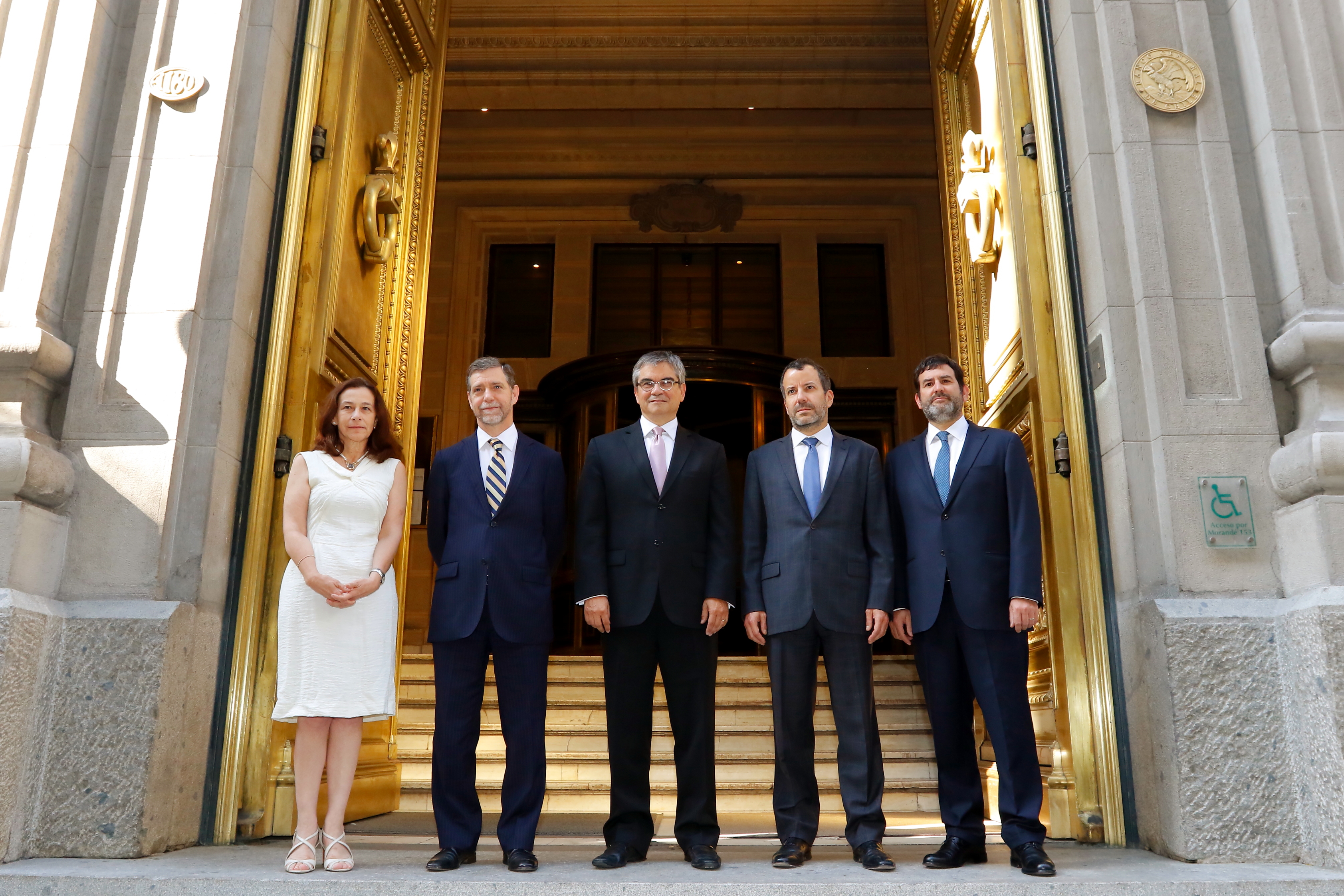
Правління банку. (березень 2018 р.)

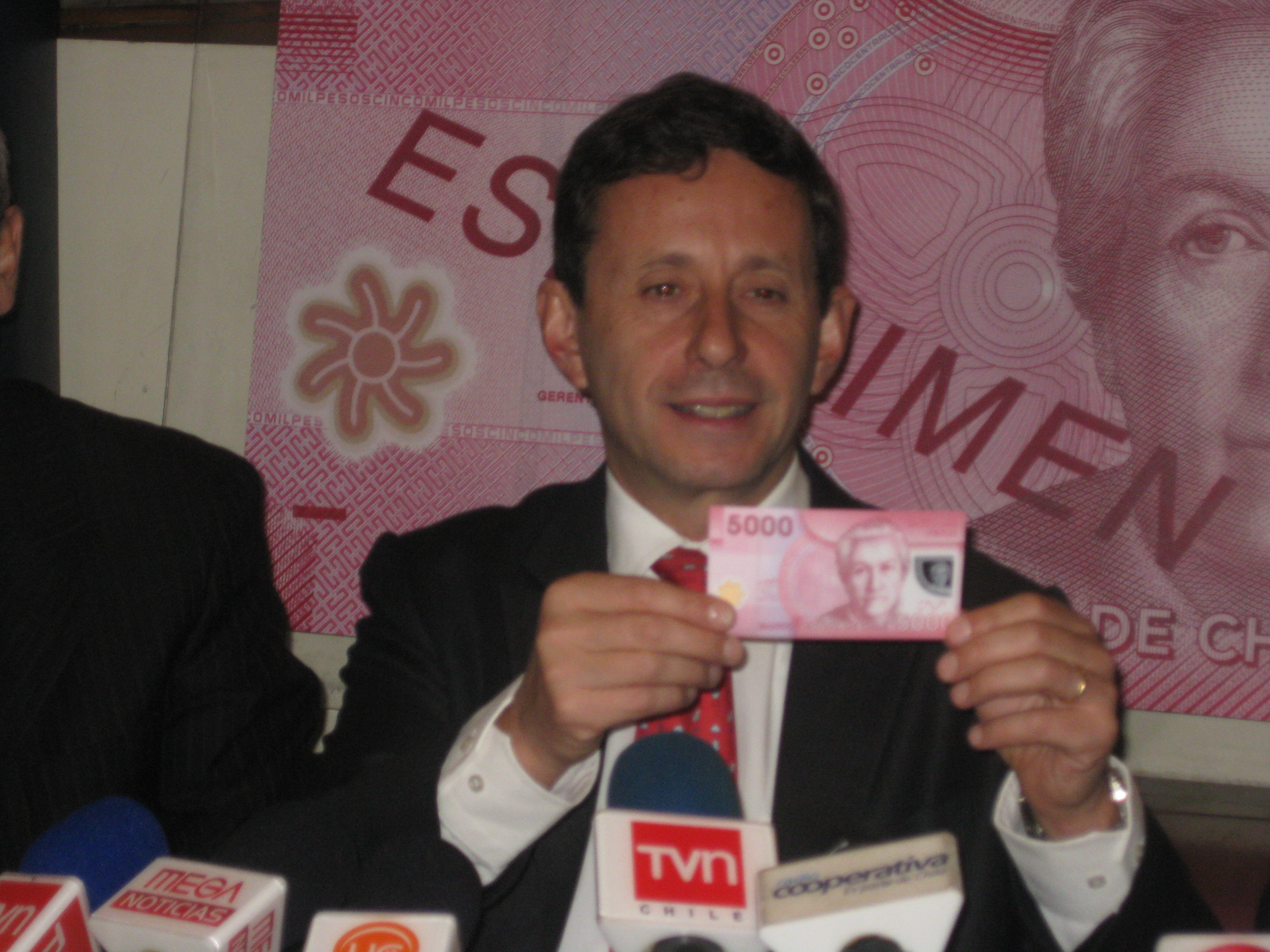
Президент Центрального банку José de Gregorio Rebeco презетує нову купюру в 5000 песо у 2009 році.

Вищим органом влади Центрального банку Чилі є його рада, яка керує ним, а також приймає рішення щодо монетарної політики та фінансового регулювання. Рада налічує п’ять членів, кожен з яких призначається на 10 років.
Кожні п’ять років Президент Республіки призначає Президента Центрального банку безпосередньо з числа п’яти членів Ради. Віце-президент обирається членами Ради строком на два роки або на час, що залишився на посаді директора.

## Голови банку
| Фото | Ім'я                           | Початок строку | Кінець строку   | Примітка |
|      | Ismael Tocornal Tocornal       | 1926           | † 6 жовтня 1929 |          |
|      | Еміліано Фігероа Ларраін       | 1929           | 1931            |          |
|      | Francisco Garcés Gana          | 1931           | 1932            |          |
|      | Armando Jaramillo Valderrama   | 1932           | 1933            |          |
|      | Guillermo Subercaseaux Pérez   | 1933           | 1939            |          |
|      | Marcial Mora Miranda           | 1939           | 1940            |          |
|      | Enrique Oyarzún Mondaca        | 1940           | 1946            |          |
|      | Мануель Трукко Францані        | 1946           | 1951            |          |
|      | Arturo Maschke Tornero         | 1953           | 1959            |          |
|      | Eduardo Figueroa Geisse        | 1959           | 1961            |          |
|      | Luis Mackenna Shiell           | 1962           | 1964            |          |
|      | Sergio Molina Silva            | 1964           | 1967            |          |
|      | Carlos Massad Abud             | 1967           | 1970            |          |
|      | Alfonso Inostroza Cuevas       | 1970           | 1973            |          |
|      | Carlos Matus Romo              | 2 червня 1973  | 10 вересня 1973 |          |
|      | Eduardo Cano Quijada           | 1973           | 1975            |          |
|      | Pablo Baraona Urzúa            | 1975           | 1976            |          |
|      | Alvaro Bardón Muñoz            | 1977           | 1981            |          |
|      | Sergio de la Cuadra Fabres     | 1981           | 1982            |          |
|      | Miguel Kast Rist               | 23 квітня 1982 | 2 вересня 1982  |          |
|      | Carlos Cáceres Contreras       | 3 вересня 1982 | 1983            |          |
|      | Hernán Felipe Errázuriz Correa | 1983           | 1984            |          |
|      | Francisco Ibáñez Barceló       | 1984           | 1985            |          |
|      | Enrique Seguel Morel           | 1985           | 2 квітня 1989   |          |
|      | Manuel Concha Martínez         | 3 квітня 1989  | 9 грудня 1989   |          |
|      | Andrés Bianchi Larre           | 10 грудня 1989 | 2 грудня 1991   |          |
|      | Roberto Zahler Mayanz          | 3 грудня 1991  | 30 червня 1996  |          |
|      | Carlos Massad Abud             | 1 липня 1996   | 2003            |          |
|      | Vittorio Corbo Lioi            | 2003           | 2007            |          |
|      | José de Gregorio Rebeco        | 2007           | 2011            |          |
|      | Rodrigo Vergara Montes         | 2011           | 2016            |          |
|      | Mario Marcel                   | 2016           | -               |          |